# Pseudobolivinidae
Pseudobolivinidae es una familia de foraminíferos bentónicos de la superfamilia Spiroplectamminoidea, del suborden Spiroplectamminina y del orden Lituolida. Su rango cronoestratigráfico abarca el Holoceno.

## Discusión
Clasificaciones previas incluían Pseudobolivinidae en el suborden Textulariina, en el orden Textulariida, o en el orden Lituolida sin diferenciar el suborden Spiroplectamminina.

## Clasificación
Pseudobolivinidae incluye a los siguientes géneros:
- Lacroixina
- Parvigenerina
- Pseudobolivina